# Schönbrunn im Steigerwald

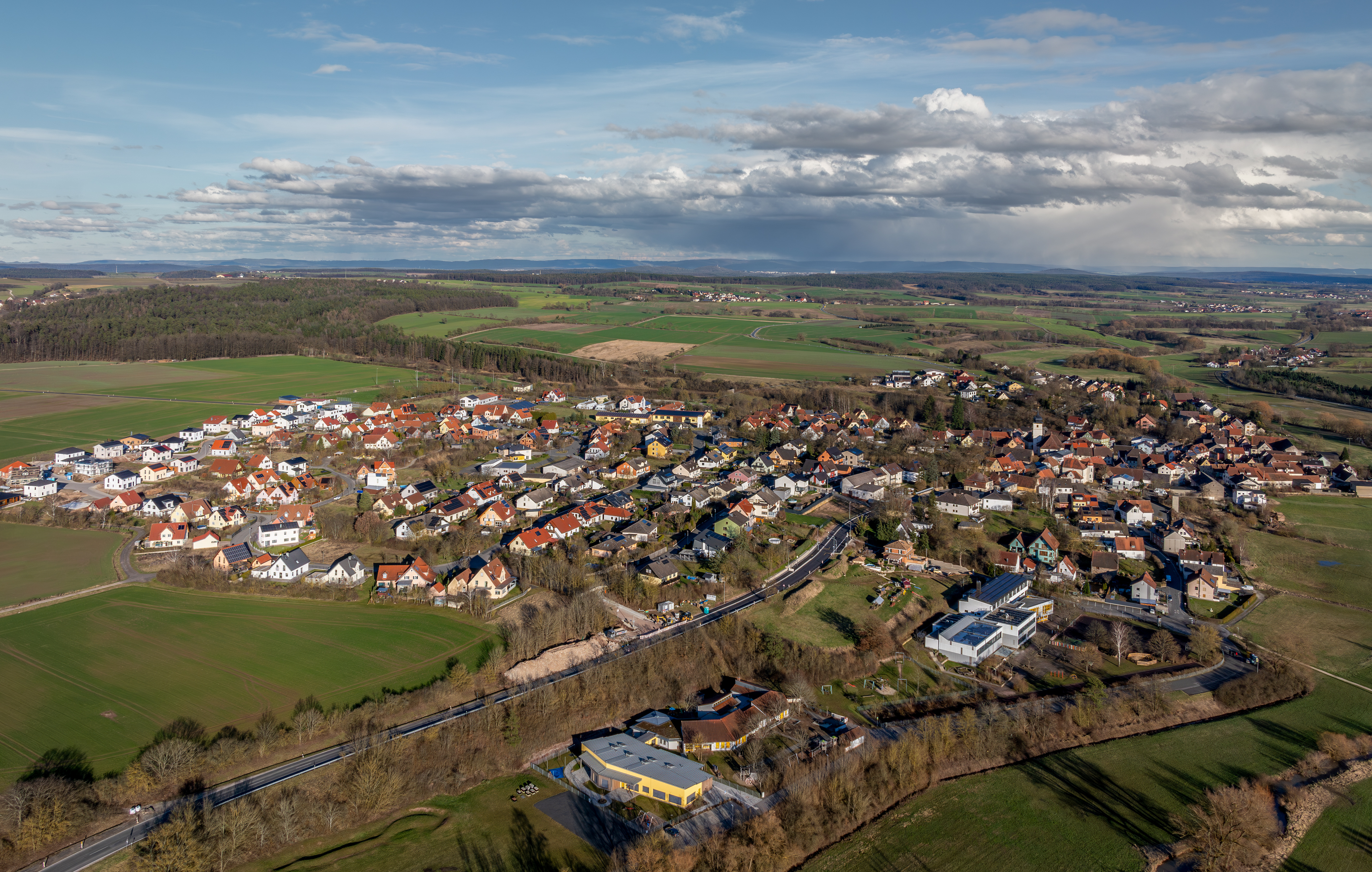
Blick auf Schönbrunn im Steigerwald

Schönbrunn im Steigerwald (amtlich Schönbrunn i.Steigerwald) ist eine Gemeinde im oberfränkischen Landkreis Bamberg, Mitglied der Verwaltungsgemeinschaft Burgebrach und zählt zur Metropolregion Nürnberg.

## Geografie
Durch den Ort verläuft der Fränkische Marienweg.

### Gemeindegliederung
Es gibt neun Gemeindeteile (in Klammern sind Siedlungstyp und Einwohnerzahlen, Stand 31. Dezember 2020, angegeben):
- Frenshof (Dorf, 154)
- Fröschhof (Weiler, 11)
- Grub (Dorf, 129)
- Halbersdorf (Dorf, 98)
- Niederndorf (Dorf, 67)
- Oberneuses (Dorf, 75)
- Schönbrunn i.Steigerwald (Pfarrdorf, 933)
- Steinsdorf (Dorf, 297)
- Zettmannsdorf (Dorf, 165)

Es gibt die Gemarkungen Grub, Halbersdorf, Steinsdorf, Zettmannsdorf und Schönbrunn i.Steigerwald.

### Nachbargemeinden
Nachbargemeinden sind (von Norden beginnend im Uhrzeigersinn) Oberaurach (Landkreis Haßberge, Unterfranken), Priesendorf, Lisberg, Burgebrach und Rauhenebrach (Landkreis Haßberge, Unterfranken).

## Geschichte

### Bis zur Gemeindegründung
Der Bamberger Bischof Berthold von Leiningen erwarb 1280 Schloss und Dorf Schönbrunn. Das dort errichtete Amt wurde zwischen dem frühen 16. und der Mitte des 18. Jahrhunderts schrittweise in das Amt Burgebrach eingegliedert. Als Teil des Hochstifts Bamberg gehörte Schönbrunn ab 1500 zum Fränkischen Reichskreis. Seit dem Reichsdeputationshauptschluss von 1803 gehört der Ort wie weite Teile Frankens zu Bayern (Siehe auch Geschichte Frankens). Im Zuge der Verwaltungsreformen in Bayern entstand mit dem Gemeindeedikt von 1818 die Gemeinde Schönbrunn.

### Namensänderung
Am 28. März 1974 wurde der Name der Gemeinde amtlich von Schönbrunn in Schönbrunn im Steigerwald geändert.

### Eingemeindungen
Vor 1972 gehörten nur Oberneuses und Niederndorf zur Gemeinde Schönbrunn. Im Zuge der Gebietsreform in Bayern wurden am 1. Mai 1978 die Gemeinden Grub (mit Frenshof), Halbersdorf, Steinsdorf und Zettmannsdorf (mit Fröschhof) eingemeindet.

### Einwohnerentwicklung
Im Zeitraum 1988 bis 2018 wuchs die Gemeinde von 1739 auf 1835 um 96 Einwohner bzw. um 5,5 %. Ein Höchststand wurde am 31. Dezember 2003 mit 1956 Einwohnern erreicht.
| Jahr      | 1961 | 1970 | 1987 | 1991 | 1995 | 2000 | 2005 | 2010 | 2015 |
| --------- | ---- | ---- | ---- | ---- | ---- | ---- | ---- | ---- | ---- |
| Einwohner | 1746 | 1793 | 1732 | 1763 | 1854 | 1887 | 1945 | 1902 | 1862 |

## Religion
Laut Zensus am 9. Mai 2011 sind 83,8 % der Einwohner römisch-katholisch und 7,7 % evangelisch-lutherisch. 8,5 % haben eine andere Religion oder sind konfessionslos.

## Politik

### Bürgermeister
Erster Bürgermeister ist seit 2020 Dirk Friesen (CSU), der sich im ersten Wahlgang gegen den seit 2008 amtierenden Amtsinhaber Georg Hollet (Bürgerblock) mit 61,24 % der Stimmen durchsetzte.
Hollet gewann in der Stichwahl 2008 mit 52,85 % der Stimmen gegen Otmar Oppelt (CSU) und wurde 2014 mit 50,67 % knapp wiedergewählt. Hollets Vorgänger war von 1984 bis 2008 Hans Baier (Bürgerblock), der zuletzt 2002 mit 89,45 % der Stimmen ohne Gegenkandidaten gewählt wurde.

### Gemeinderat
Die Gemeinderatswahlen seit 2002 ergaben folgende Sitzverteilungen:
| Partei/Liste                         | Sitze | Sitze | Sitze | Sitze |
| Partei/Liste                         | 2020  | 2014  | 2008  | 2002  |
| CSU                                  | 5     | 4     | 4     | 5     |
| Bürgerblock (BBL)                    | 3     | 4     | 4     | 5     |
| Offene Liste (OLS)                   | 3     | 3     | 2     | –     |
| Alternative Bürgerliste (ABL)        | 1     | 3     | 2     | –     |
| Christliche Wählergemeinschaft (CWG) | –     | –     | –     | 2     |
| Gesamt                               | 12    | 14    | 12    | 12    |

## Wappen
|            | Blasonierung: „Gespalten von Rot und Gold; vorne ein silberner Röhrenbrunnen, hinten ein mit einer silbernen Schrägleiste überdeckter, rot bewehrter, schwarzer Löwe.“ |
| seit 1975. | |

## Wirtschaft und Infrastruktur

### Wirtschaft einschließlich Land- und Forstwirtschaft
Im Jahr 2020 gab es nach der amtlichen Statistik im produzierenden Gewerbe 45 und in den übrigen Wirtschaftsbereichen unbekannt viele sozialversicherungspflichtig Beschäftigten am Arbeitsort. Sozialversicherungspflichtig Beschäftigte am Wohnort gab es insgesamt 895. Im verarbeitenden Gewerbe gab es acht, im Bauhauptgewerbe drei Betriebe. Zudem bestanden im Jahr 2016 22 landwirtschaftliche Betriebe mit einer landwirtschaftlich genutzten Fläche von 1053 Hektar, davon waren 903 Hektar Ackerfläche und 142 Hektar Dauergrünfläche.

### Brauereien
Auf dem Gebiet der Gemeinde besteht noch die Brauerei Seelmann in Zettmannsdorf. In Schönbrunn selbst braute bis 2004 die Brauerei Bähr und bis 2008 die Brauerei Wernsdörfer, die mittlerweile im Lohnbrauverfahren brauen lässt.

### Bildung
Es gibt folgende Einrichtungen:
- einen Kindergarten mit 75 Plätzen und 72 Kindern (Stand 1999)
- eine Grundschule mit vier Klassen (Stand 2010)

### Freiwillige Feuerwehren
Freiwillige Feuerwehren bestehen in Schönbrunn, Grub-Frenshof, Halbersdorf, Steinsdorf und Zettmannsdorf.

## Kultur und Brauchtum

### Vereinsleben
Schönbrunn verfügt über ein vielfältiges Vereinsleben mit über 40 Vereinen.

### Regelmäßige Veranstaltungen
In fast allen Gemeindeteilen wird alljährlich Kerwa gefeiert:
- Schönbrunn: erster Sonntag im Juli
- Steinsdorf: erster Sonntag im Juli
- Grub: erster Sonntag im September
- Frenshof: dritter Sonntag im Oktober
- Zettmannsdorf: zweiter Sonntag im September
- Halbersdorf: zweiter Sonntag im Mai

Daneben finden regelmäßig folgende größere Veranstaltungen statt:
- Januar/Februar: insgesamt sieben Faschingsbälle verschiedener Vereine
- 1. Mai: Maibaumfest des Bauhandwerkervereins Schönbrunn
- Juli: Hofschoppenfest der Theatergruppe Schönbrunn
- 15. August (Mariä Himmelfahrt): Gartenfest des Tipp-Club Grub
- August: Gartenfest der Freiwilligen Feuerwehr Steinsdorf